# Ефект на Хоторн
Ефектът на Хоторн е форма на реактивност, съгласно която субектите подобряват аспекти на поведението си, докато са експериментално наблюдавани и просто в отговор на факта, че са изследвани, а не в отговор на някакво експериментално влияние.
Терминът е създаден през 1955 от Хенри Ландсбергер, когато анализирал по-стари експерименти от 1924 – 1932 в завода Хоторн на Западната електрическа компания (извън Чикаго). Заводът Хоторн дава съгласието си за изследване, при което да се провери дали работниците ще станат по-продуктивни, ако са поставени в условия на по-силно или по-слабо осветление. Продуктивността на работниците изглежда се е подобрила, когато са направени промените, и рязко е спаднала, когато изследването е приключило. Смята се, че продуктивността се е повишила поради мотивационен ефект, свързан с интереса, който им е оказан. Последващо изследване на резултатите намира, че продуктивността варира според други фактори като седмичен цикъл на работа или сезонна температура и първоначалните заключения са преувеличени и ефектът е слаб или илюзорен.
Макар че осветлението на работното място формира основата на ефекта на Хоторн, други промени като поддържаните чисти работни места, подове изчистени от препятствия и дори преместването на работните места водят до повишена продуктивност за кратки периоди от време. По такъв начин терминът се използва, за да идентифицира всеки тип краткотрайно повишаване на продуктивността.